# Jerry Springer
Gerald Norman "Jerry" Springer (Highgate, Londres, 13 d'agost de 1944 - Chicago, 27 d'abril de 2023) va ser un presentador estatunidenc conegut per haver presentat el programa The Jerry Springer Show des de 1991 fins a 2018. Va participar també en altres programes com Ballant amb les Estrelles, o fent referència al programa pel qual se'l coneix en sèries com Els Simpson, Sabrina, the Teenage Witch, WWE o en la pel·lícula Austin Powers: L'espia que em va empaitar. Són famoses les seves contribucions com a presentador de notícies i músic, i va ser alcalde de Cincinnati amb el Partit Demòcrata.

## Biografia
Va néixer a Highgate, Londres quan va ser refugi durant els bombardejos de la Segona Guerra Mundial i va créixer a Chandos Road, East Finchley. Els seus pares, Margot (née Kallmann, una assistent bancària) i Richard Springer (amo d'una sabateria) eren jueus refugiats fugits de Landsberg an der Warthe (avui Gorzów-Wielkopolski). La seva àvia materna, Marie Kallmann, va morir en una cambra de gas de Chełmno, i la paterna, Selma Springer, a Theresienstadt. El gener de 1949, Springer va emigrar amb la seva germana Evelyn i els seus pares als Estats Units, on van viure en un apartament de Kew Gardens, Queens. Es va llicenciar en Dret a la Universitat Tulane amb un doctorat a la Universitat del Nord-oest.
Va ser elegit com a alcalde de Cincinnati en 1971, lloc al qual va renunciar després d'admetre haver estat amb una prostituta.
La seva carrera periodística va començar sent estudiant a la Universitat Tulane i més tard va ser contractat com a comentarista de la filial de la NBC a Cincinnati.
El 1973, Springer es va casar amb Micki Velton i va tenir una filla, Katie Springer (nascuda el 1976), i es van divorciar el 1994.